# Nagrody Gildii Producentów i Reżyserów Telewizyjnych 1956

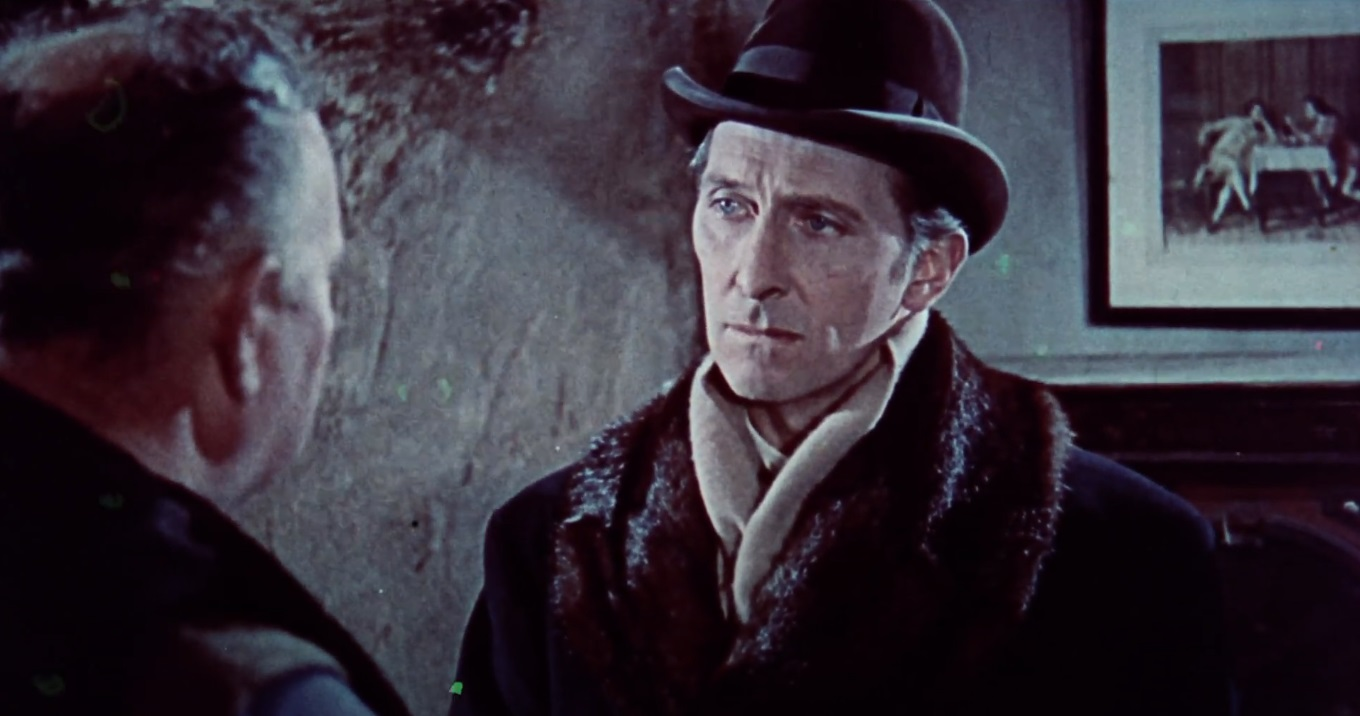
Peter Cushing, najlepszy aktor telewizyjny (kadr z filmu Dracula z 1958)

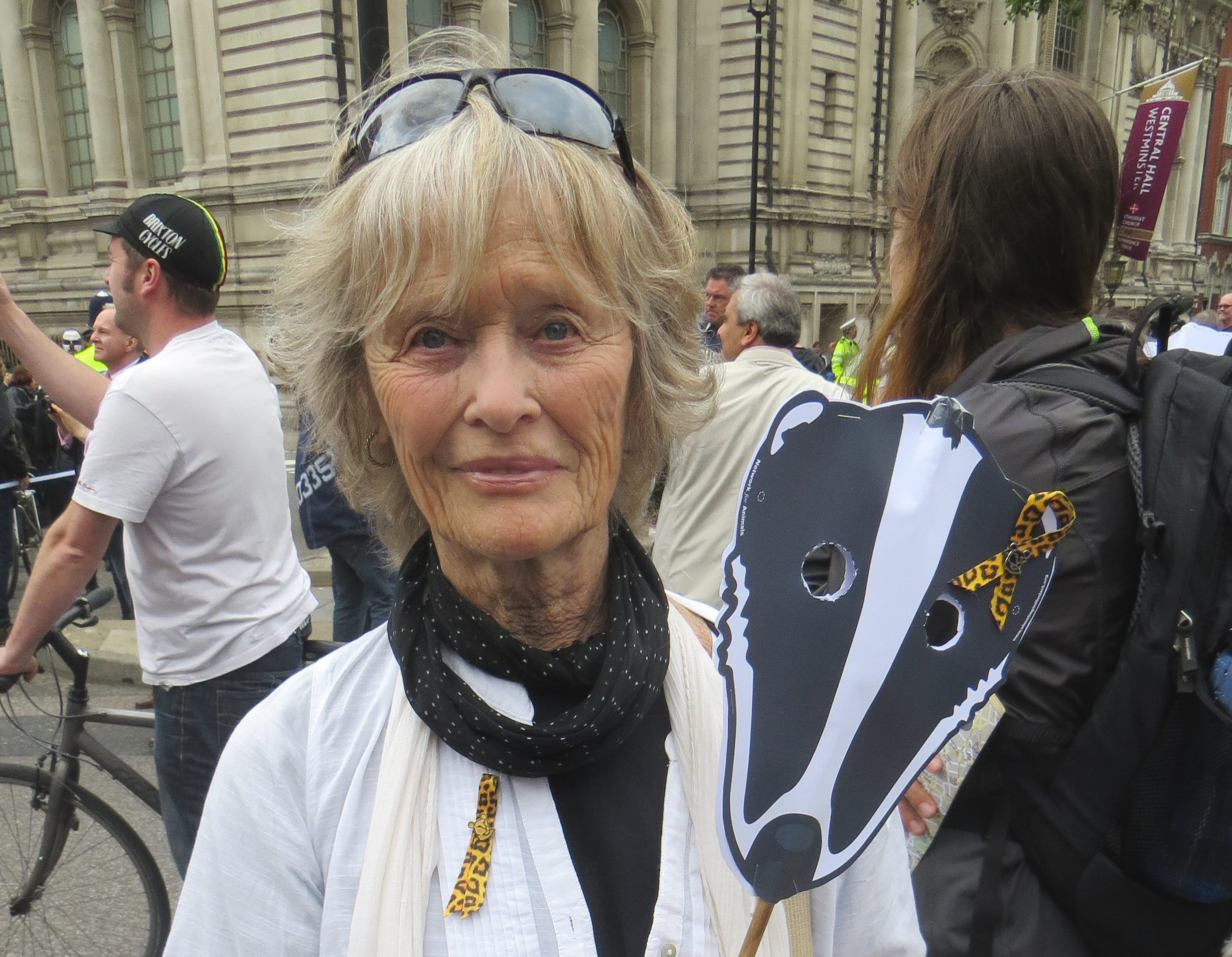
Virginia McKenna, najlepsza aktorka telewizyjna (zdjęcie z 2013)

Nagrody Gildii Producentów i Reżyserów Telewizyjnych 1956 – druga edycja Nagród Gildii Producentów i Reżyserów Telewizyjnych, od 1976 znanych jako Nagrody Telewizyjne Akademii Brytyjskiej, zorganizowana w 1956 roku. Nie ogłoszono nominacji, a jedynie zwycięzców. 

## Lista laureatów
- Najlepszy aktor: Peter Cushing
- Najlepsza aktorka: Virginia McKenna
- Najlepsza osobowość: Glyn Daniel(inne języki)
- Najlepszy scenarzysta: Colin Morris
- Najlepszy producent: Gil Calder
- Najlepszy scenograf: Bruce Angrave(inne języki)